# Akademio de Esperanto
Die Akademio de Esperanto (Esperanto-Akademie) ist eine Akademie in Paris, die die Entwicklung der Plansprache Esperanto gemäß ihren Grundprinzipien überwacht.

## Geschichte
Vorgänger der Akademio de Esperanto war das Lingva Komitato („Sprach-Komitee“), das eine „obere Kommission“ hatte, die sich „Akademie“ nannte.
Im Jahre 1948 erhielt die Akademie nach einer Umorganisation den Namen „Akademio de Esperanto“.

## Abteilungen
Die Akademio de Esperanto umfasst verschiedene Abteilungen, welche sich mit den unterschiedlichen sprachlichen Bereichen der Arbeit der Akademie beschäftigen. Die Abteilungen sind nicht streng vorgeschrieben, sondern setzen sich nach Bedarf zusammen. Jede Abteilung wird von einem Direktor geleitet. Jedes Mitglied der Akademie kann entsprechend seinen Interessen verschiedenen Abteilungen angehören.
Aktuell bestehen folgende Abteilungen: Fachsprache, Grammatik, allgemeiner Wortschatz, Literatur, Aussprache, Kontrolle von Lehrmitteln und Beratungsstelle.
Die Akademie unterhält auch Kommissionen, die verschiedene nicht-linguistische Aufgaben erfüllen. Jeder Kommission steht ein Direktor vor. Im September 2007 bestand lediglich eine einzige solche Kommission: Geschichte der Akademio de Esperanto.

## Beratungsstelle
Die Akademio de Esperanto schuf 1999 die Kommission Konsultejo de la Akademio [Beratungsstelle der Akademie], an die sich jeder Esperanto-Sprecher für bestimmte sprachliche Fragen wenden kann, um Ratschläge und Empfehlungen zu erhalten.

## Entscheidungen und Empfehlungen
- Neunte offizielle Ergänzung des Universala Vortaro [Universelles Wörterbuch] (2007)
- Zu besonderen Techniken betreffend Esperanto-Alphabet und -Orthografie (2007)
- Zu den Ländernamen (1974, 1985, 1989, 2003)
- Zu Ableitungen von komun/a: komunumo, komunaĵo, komuno (1990)
- Empfehlungen zu Eigennamen (1989)
- Zu den Passivpartizipien (1967 kaj 1989)
- Ausdruck des Agens in komplementärer Funktion (1986)
- Zu Esperanto-Alphabet und Orthografie (1982)
- Zum Wort 'po' (1974)
- Zu einigen Missbräuchen (1973)
- Zum Reflexiv (1971)
- Untersuchung und Entscheidung über die Wortbildung (1967)

## Mitglieder
Die Akademie besteht aus 45 Mitgliedern, die für einen Zeitraum von neun Jahren ernannt werden. Ein neues Mitglied muss von wenigstens fünf Mitgliedern der Akademie vorgeschlagen werden, die mindestens drei unterschiedliche Nationalsprachen repräsentieren. Es handelt sich üblicherweise um Esperantologen, Esperanto-Pädagogen oder -Schriftsteller. Herausragende Persönlichkeiten können zu „korrespondierenden Mitgliedern“ ernannt werden. Präsidenten der Akademie waren Johannes R.C. Isbrucker (Niederlande, 1948–1963), Gaston Waringhien (Frankreich, 1963–1979), William Auld (Großbritannien, 1979–1983), André Albault (Frankreich, 1983–1995), Werner Bormann (Deutschland, 1995–1998), Geraldo Mattos (Brasilien, 1998–2007), John C. Wells (Großbritannien, 2007–2013), Christer Kiselman (Schweden, 2013–2015) und Probal Dasgupta (Indien, seit 2016). Ein bekanntes Mitglied ist z. B. die Schriftstellerin Anna Löwenstein.